# Sebaldebuurstermolenpolder
De Sebaldebuurstermolenpolder is een voormalig waterschap (molenpolder) in de provincie Groningen.
Het waterschap was gelegen ten noorden en ten zuiden van het dorp Sebaldeburen, tussen de Grootegastemertocht en het Langs- of Wolddiep. De noordgrens was de weg Westerzand, de zuidgrens liep ongeveer 1 km ten zuiden en parallel aan de Provincialeweg N980 door het dorp. De molen van het waterschap (De Eendracht) is nog steeds aanwezig en staat aan de Grootegastemertocht, waar deze op uit sloeg. De belangrijkste hoofdwatergang van de polder was het Sebaldebuursterdiepje, een restant van het Kolonelsdiep.
Waterstaatkundig gezien ligt het gebied sinds 1995 binnen dat van het waterschap Noorderzijlvest.